# HAT-P-24
HAT-P-24 — одиночная звезда в созвездии Близнецов на расстоянии приблизительно 1370 световых лет (около 420 парсек) от Солнца. Видимая звёздная величина звезды — +11,76m. Возраст звезды определён как около 2,8 млрд лет.
Вокруг звезды обращается, как минимум, одна планета.

## Характеристики

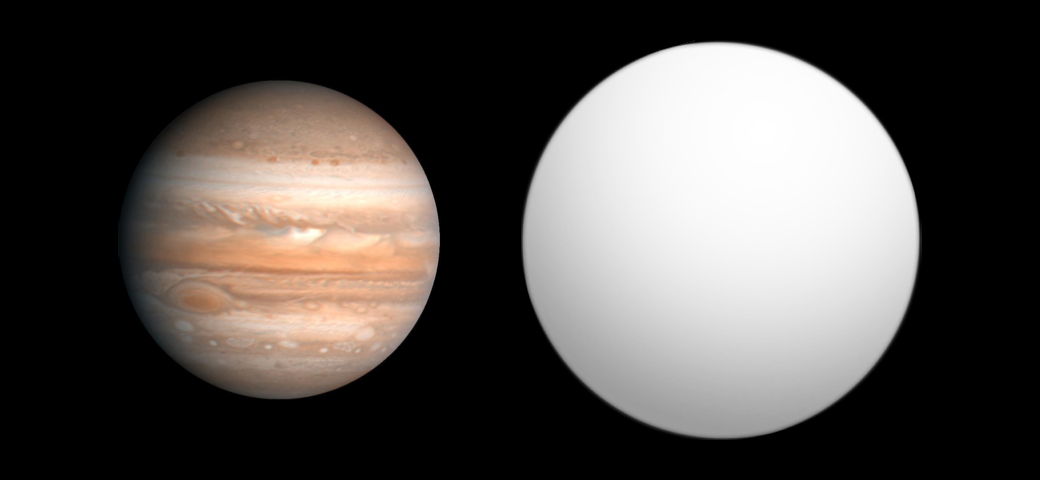
Сравнительные размеры HAT-P-24 b и Юпитера

HAT-P-24 — жёлто-белая звезда спектрального класса F8. Масса — около 1,191 солнечной, радиус — около 1,21 солнечного, светимость — около 2,847 солнечной. Эффективная температура — около 6293 K.

## Планетная система
В 2010 году командой астрономов, работающих в рамках проекта HATNet, было объявлено об открытии планеты HAT-P-24 b. Она относится к классу горячих юпитеров: имея массу 68% массы Юпитера, она обращается на расстоянии всего лишь на расстоянии 0,047 а.е. от родительской звезды (для сравнения, Меркурий в нашей Солнечной системе находится на расстоянии 0,466 а.е. от Солнца). Открытие было совершено транзитным методом.